# Sara Létourneau
Sara Létourneau, née en 1985 au Saguenay-Lac-Saint-Jean, est une artiste multidisciplinaire (art visuel, chanson, art performance et théâtre,) canadienne. Elle a souvent travaillé en duo, notamment avec les artistes Magali Baribeau-Marchand (art visuel),,, Francis O'shaughnessy (performance) et Guillaume Thibert (musique),. Avec une approche technique simple, voir minimaliste, sa pratique questionne la féminité. 

## Biographie
L'artiste a étudié les arts visuels interdisciplinaires et la musique au Saguenay-Lac-Saint-Jean, sa région natale. Elle a complété un baccalauréat interdisciplinaire en arts, profil Arts visuels de l'Université du Québec à Chicoutimi (UQAC) en 2010. Elle a également suivi des études collégiales en musique du Collège d'Alma en 2012. Elle habite la ville de Saguenay. 
Carol Dallaire affirme que son travail est influencé par Jean-Pierre Gauthier, Rebecca Horn, Sybille Hotz, Diane Landry, Rober Racine, et Kiki Smith pour les arts visuels et la performance, et de Barbara, Cocorosie, Camille, Alela Diane, Melody Gardot, Marie Laforêt et Joanna Newsom pour la musique.

## Expositions et performances solo
- Mot, action, image, musique : relations entre chanson et performance, Longue résidence croisée Saguenay-Montréal, OBORO, Montréal, 2016
- Retour sur un pied cassé, Festival Interakcje, Galeria OFF, Piotrkow Trybunalski, 2013
- Le fil de Sara, rencontre internationale d'art performance Art nomade, La Pulperie, Chicoutimi, 2007

## Expositions en duo
- Collision, Longue résidence d'été au Lobe, en duo avec Stéphane Gilot, commissariat Trop de réalité d'Hugo Nadeau, Chicoutimi, 2018
- Natures mortes et autres manifestations de la vie et de l'artifice, Symposium d'art contemporain de Baie-Saint-Paul, en duo avec Magali Baribeau-Marchand, commissariat Passés au présent de Marie Perrault, Baie-Saint-Paul, 2017 ; Galerie l'Œuvre de l'Autre, Chicoutimi, 2017[11]

## Prestations musicales
- Stellaire, Salle de spectacle de l'Île du Repos, 2018
- Stellaire, Festival La Noce, Chicoutimi, 2018
- Stellaire, Festival des musiques de création, Jonquière, 2017